# Funhouse Tour
Funhouse Tour foi a quarta turnê da cantora P!nk. A turnê promoveu seu quinto álbum de estúdio, Funhouse. A turnê visitou a Europa, Austrália e América do Norte. De acordo com a Pollstar, a turnê Funhouse (2009-2010) faturou cerca de US$ 150 milhões de dólares com público superior a 3 milhões. Os shows na Autrália foram os maiores da  história do país. Mais de 660.000 pessoas compareceram aos shows da Austrália e a turnê arrecadou mais de US$ 60 milhões.

## Abertura
- Raygun (Europe) (algumas datas)
- Faker (Australia) (algumas datas)
- Evermore (Australia) (algumas datas)
- The Ting Tings (North America) (algumas datas).

## Setlist
-
1. "Highway to Hell" (Video Introduction)
2. "Bad Influence"
3. "Just Like a Pill"
4. "One Foot Wrong"
5. "Who Knew"
6. "Please Don't Leave Me"
7. "It's All Your Fault"
8. "Don't Let Me Get Me"
9. "I Touch Myself"
10. "U + Ur Hand"
11. "Ave Mary A"
12. "I Don't Believe You"
13. "Crystal Ball"
14. "Trouble"
15. "Babe I'm Gonna Leave You"
16. "So What"
17. "Leave Me Alone (I'm Lonely)"
18. "Family Portrait"
19. "Bohemian Rhapsody"
20. "Sober"
21. "Crazy"
22. "Funhouse"

Encore
1. "Get the Party Started"
2. "Glitter in the Air"

Europa/Austrália
1. "Highway to Hell" (Video Introduction)
2. "Bad Influence"
3. "Just Like a Pill"
4. "Who Knew"
5. "Ave Mary A"1
6. "Don't Let Me Get Me"
7. "I Touch Myself"
8. "Please Don't Leave Me"
9. "U + Ur Hand"
10. "Leave Me Alone (I'm Lonely)"
11. "So What"
12. "Family Portrait"
13. "I Don't Believe You"
14. "Crystal Ball"
15. "Trouble"
16. "Babe I'm Gonna Leave You"
17. "Sober"1
18. "Bohemian Rhapsody"
19. "Funhouse"
20. "Crazy"

Encore
1. "Get the Party Started"
2. "God Is a DJ" (Video/Instrumental Interlude)
3. "Glitter in the Air"

América do Norte
1. "Highway to Hell" (Video Introduction)
2. "Bad Influence"
3. "Just Like A Pill"
4. "Who Knew"
5. "Don't Let Me Get Me"
6. "I Touch Myself"
7. "Please Don't Leave Me"
8. "U + Ur Hand"
9. "Leave Me Alone (I'm Lonely)"
10. "So What"
11. "Family Portrait"
12. "I Don't Believe You"
13. "Dear Mr. President"
14. "Trouble"
15. "Babe I'm Gonna Leave You"
16. "Sober"
17. "Bohemian Rhapsody"
18. "Funhouse"
19. "Crazy"

Encore
1. "Get the Party Started"
2. "God Is a DJ" (Video/Instrumental Interlude)
3. "Glitter in the Air"

Europa (Parte II)
1. "Highway to Hell" (Video Introduction)
2. "Bad Influence"
3. "Just Like A Pill"
4. "Who Knew"
5. "Ave Mary A" 1
6. "Don't Let Me Get Me"
7. "I Touch Myself"
8. "Please Don't Leave Me"
9. "U + Ur Hand"
10. "Leave Me Alone (I'm Lonely)"
11. "So What"
12. "Family Portrait"
13. "I Don't Believe You"
14. "Dear Mr. President"
15. "Trouble"
16. "Babe I'm Gonna Leave You"
17. "Sober"1
18. "Bohemian Rhapsody"
19. "Funhouse"
20. "Stupid Girls"
21. "Crazy"

Encore
1. "Get the Party Started"
2. "God Is a DJ" (Video/Instrumental Interlude)
3. "Glitter in the Air"